# Аустријско-пруски рат
Аустријско-пруски рат (у Немачкој познатији као Немачки рат, Седмонедељни рат, Немачки грађански рат, Рат за уједињење и Рат браће) је рат који је вођен 1866. између Аустријског царства и његових немачких савезника са једне стране, и Пруске, њених немачких савезника и Италије са друге стране. У процесу уједињења Италије овај рат је назван „Трећим италијанским ратом за независност“.
Последица овог рата била је доминација Пруске у Немачкој конфедерацији на рачун Аустрије, што је био велики корак ка будућем уједињењу Немачке. Ово је такође ојачало италијански сан за уједињењем. Рат је утицао и на Краљевство Хановер којом су владали енглески племићи. Наиме, током рата Хановер је уједињен са Пруском, а њени владари су изгубили титуле (неки су још увек користили своја немачка звања све до 1918).

## Узроци
Вековима су Светим римским царством владали Хабзбурзи као владари целе Немачке. У ствари централну Европу је чинило неколико већих држава и неколико стотина малих државица (грофовије, бискупије, кнежевине, слободни градови), од којих је свака љубоморно чувала приличну независност стављајући се под патронат неке веће силе, поготово Француске или Аустрије. Аустрија, лична територија Хабзбурга, традиционално се сматрала вођом свих немачких држава, али Пруска је веома ојачала и до краја 18. века сматрана је једном од највећих сила у Европи. После Наполеонових ратова, све немачке државе (бивше територије Светог римског царства) формирале су слабу конфедерацију под вођством Аустрије.
У међувремену, делимично као одговор на француски победнички национализам који је пропагирао Наполеон, а делимично и због заједничког осећања припадности истој нацији насталог као последица романтизма, немачки национализам је постао веома моћна и важна сила тог времена. За све немачке националисте крајњи циљ је постао уједињење свих Немаца у једну државу. Постојале су две главне идеје тог уједињења: Велика Немачка (Grossdeutschland), која би укључивала све германофоне земље са мултинационалном државом Аустријом, и Мала Немачка (Kleindeutschland), идеја коју је промовисала Пруска и која би искључивала германофоне делове Аустрије и којом би доминирала Пруска.
Постоје различита тумачења понашања пруског канцелара, Бизмарка уочи рата, углавном у вези са тиме да ли је „гвоздени канцелар“ имао неки супер план који је довео до овог рата, а касније и до основања Севернонемачке конфедерације и коначног уједињења целе Немачке.
Међутим, историчар А. Џ. П. Тејлор сматра да Бизмарк није имао неки план, већ је био опортуниста који је искористио повољну прилику која му се указала у корист Пруске. Тејлор сматра да је током Немачко-данског рата са Аустријом направио савез, јер је знао да ће њихове уједињене снаге лако победити Данску и заузети територију Шлезвиг-Холштајн. Рат који је вођен и савез који је основан је пре последица пруске тежње за ширење свог утицаја, него провокација рата са Аустријом. Многи историчари верују да је Бизмарк био експанзиониста, пре неголи немачки националиста који је тежио за уједињењем.
Бизмарк је склопио споразум о савезу са Италијом ако Пруска крене у рат у наредна три месеца. Ово је Бизмарку дало три месеца да се спреми за рат са Аустријом. Време споразума није могло бити боље, јер су све веће силе биле неспремне да се упусте у рат. Британија није имала никакве економске ни политичке везе са Аустријом и Пруском. Русија не би уопште била на страни Аустрије, јер су Аустријанци били на антируској страни током Кримског рата. Док је Пруска заузела неутралан став током Пољског устанка, Аустрија је била на страни Пољака. Француска не би улазила у рат, јер је током посете Бизмарка Француској она гарантовала да неће улазити у конфликт током евентуалног аустријско-пруског рата. Нико не зна шта се тачно преговарало, али неки историчари тврде да је Бизмарк гарантовао Наполеону III неутралност. Коначно, Италија је била на пруској страни што значи да ће се Аустрија борити сама против заједничких снага савеза Пруске и Италије. Бизмарк је био свестан бројне надмоћи, али није хтео да доноси брзе одлуке због још увек нестабилне ситуације у Европи.

## Војни фактори
Бизмарк је охрабрен да крене у рат са Аустријом због предности коју су Пруси имали над аустријском војском. Историчар Тејлор оспорава ову тезу и сматра да је Бизмарк оклевао да крене у рат јер би тиме „препустио моћ управљања генералима у које није имао поверења“. Тејлор пише да је Бизмарк хтео да натера Аустрију на уступке у Немачкој, а не да изазове рат. Две најважније личности у пруској војсци су били министар рата Албрехт фон Рун и шеф генералштаба Хелмут фон Молтке. Није исправно рећи да је Бизмарк хтео да испровоцира рат, али ни да је у почетку одбацивао сваку могућност рата. Он је био прагматични политичар познат по девизи: „Политика је уметност могућег“.

### Ривалски војни системи
Године 1862. Фон Рун је направио неколико реформи у војсци којима је осигурао да Бизмарк постане канцелар. Рун је учинио да сваки пруски грађанин буде регрутован у војску. Пре ове реформе величина војске се одређивала по историјским статистикама становништва, што је регрутовање учинило непопуларним међу народом. Док су неки пруски војници остајали у војсци док не напуне 40 година (отприлике један у три, понекад и више у регијама где је становништво густо насељено због индустријализације) неки Пруси су и избегли да служе војни рок прикључивши се такозваном „ландевер“ регрутима (лабаво организована пруска Национална гарда)
Реформе су продужиле војни рок са 2 на 3 године што је изузетно увећало пруску војску. Ово је у суштини дуплирало војску дајући Прусима резервну армију једнаку оној којом би Молтке започео рат са Аустријом. Ако би којим случајем Французи напали, Пруси би им се супротставили истим или већим бројем трупа.
Трогодишњи војни рок је било добро решење јер су пруске трупе су константо увежбаване како би биле квалитетније од аустријских, што је поготово важило за пешадију. Неки аустријски команданти су одмах пуштали Аустријанце кући када би их регрутовали, а задржавали само гарду ветерана за церемонијалне прилике. Регрути на одусуству морали би да се тренирају изнова, па би готово неспремни слани на линије фронта. Ипак, аустријска артиљерија и коњица је била подједнако добро увежбане као пруска. Аустрија је имала две неједнаке дивизије тешке коњице, али су тактике и оружја напредовали од Наполеонових ратова, тако да коњица није више била одлучујући фактор за победу.

### Брзина мобилизације
Разлика у аустријском и пруском систему мобилизације је та што су Пруси имали локалну организацију, организовану на принципу округа (Kreise), где је сваки округ обухватао једну област у којој се налазио штаб јединице, у њен састав су улазили војни обвезници искључиво из те области и зборно место им се такође налазило у истом региону. Већини резервиста је било потребно неколико сати да стигне до своје јединице што је знатно утицало на брзину мобилизације.
Насупрот овом моделу био је аустријски модел мобилизације, који је био заснован на томе да су јединице стациониране далеко од области из којих су потицали регрути. Тиме настојала спречити могућа побуна или евентуално учешће те јединице у неком сепаратистички мотивисаном устанку. Мобилизација у Аустрији је текла споро због лоших путева и удаљености зборног места јединица. Попуњавање јединице до пуног састава могло је трајати и неколико недеља, а кад би стигли војници би били изморени и полуспособни за евентуалну борбу.

### Брзина појачања
У Пруској је систем железнице био боље развијен него у Аустрији. Железница је могла да опрема већи број трупа него раније. Такође им је дозвољавао да брже транспортују трупе унутар своје територије. Фон Молтке, размишљајући о плану Фон Руна изјавио је: 
Ми имамо драгоцену предност да можемо да сакупимо пешадију од 225.000 војника на 5 линија за 25 дана... Аустрија има једну линију и требаће јој 45 дана да окупи 200.000 војника.
Фон Молтке је слично рекао раније: 
Ништа не може да буде боље за нас него да започнемо рат који морамо да започнемо.
Аустријска војска под вођством Лудвига фон Бенедега налазила се у Бохемији. Могуће је да је очекивао да у почетку ужива у „централној позицији“, пошто је могао да се концентрише на узастопне ударе непријатељске војске. Брзина пруских снага неутралисала је ову предност.

### Наоружање и тактика
Пруске јединице су биле наоружане пушкама острагушама, иглењачама типа Драјзе, које су испаљивале до 7 метака у минуту. За разлику од њих, Аустријанци су имали спредњаче, каписларе Лоренц (типа Миње), које су испаљивале 2-3 метка у минуту. 
У француско-аустријском рату 1859, француске трупе су искористиле лошу обученост аустријских војника, који нису умели да подесе нишане на пушкама на кратка растојања, тако да су у борби изблиза њихове пушке редовно пребацивале циљ. Брзо прилазећи аустријским линијама, Французи нису имали много губитака. После рата Аустријанци су усвојили исте методе називајући их "Stosstaktik". Иако су били упозорени на пруске острагуше, које су биле непрецизне на већим даљинама, али идеалне за борбу изблиза, Аустријанци су се држали овога до краја рата. Аустријанци су једино имали бољу артиљерију, чији су се топови пунили отпозади уместо спреда. Прусима је био циљ да сузбију аустријску артиљерију која би могла да буде одлучујућа у биткама.

### Економски фактори
Године 1866. пруска привреда је непрестано расла, због Цолферајна што јој је овај савез дао велику предност у рату. Ово је омогућило Пруској да непрестано шаље пушке и топове својим војницима на фронту. Са друге стране аустријска привреда је опадала због револуције у Угарској 1848. и због Аустријско-сардинијског рата. Аустрија је имала само једну банку Кредитаншталт и нација је била дубоко у дуговима. Многи историчари верују да је пруска привреда имала значајан утицај на исход рата. Конфликт у овом рату између Аустрије и Пруске имао је паралелни сукоб њихове борбе за економску надмоћ у средњој Европи.

### Политички и династијски фактори
Најзначајнија препрека Бизмарку о почетку рата био је краљ Вилхелм I. Краљ је одлучио нерадо да иде у рат. Није се Бизмарк питао о рату 1866. године све док није краљ одлучио да се рат започне.

## Савези
Већина немачких држава је била на аустријској страни иако је Аустрија прогласила рат. Међу њима су: Краљевина Саксонија, Баварска, Виртемберг и Хановер. Јужне државе које су били на аустријској страни су: Баден, Хесе-Касел, Хесе-Дармштат и Насау.
Неке немачке државе су биле на пруској страни: Олденбург, Мекленбург-Шверин, Мекленбург-Штрелиц и Брауншвајг. Краљевина Италија је ратовала на пруској страни, јер је Аустрија држала Венецију која је била кључ италијанског уједињења. Због захвалности за италијанску помоћ Бизмарк је рекао да неће да склопи мир док Италија не добије Венецију.
Ниједна друга већа сила није учествовала у рату. Француски цар Наполеон III очекивао је пруски пораз, па је хтео да остане ван рата да би ојачао свој положај за преговоре за територије уз обалу Рајне, док Руси нису хтели да улазе, због пораза у Кримском рату.
| Савези у Аустријско-пруском рату, 1866. | |                                                                                             |
| Савези у Аустријском-пруском рату | |                                                                                             |
| Краљевина Пруска | Аустријско царство | Неутралне                                                                                   |
| Краљевина Италија Мекленбург-Шверин Мекленбург-Штрелиц Олденбург Анхалт Грофија Брауншвајг Сакс-Алтенбург Сакс-Кобург и Гота Грофија Лауенбург Липе-Детмолд Шварцбург-Зондерсхаузен Валдек-Пирмонт Бремен Хамбург Либек | Краљевина Баварска Краљевина Хановер Краљевина Саксонија Краљевина Виртемберг Баден Хесе-Дармштат Насау Хесе-Касел Сакс-Мајнинген Ројс-Грајц Шаумбург-Липе Франкфурт | Грофовија Лимбург Лихтенштајн Луксембург Ројс-Шлајц Сакс-Вајмар-Ајзенах Шварцбург-Рудолштат |
| Краљевина Италија Мекленбург-Шверин Мекленбург-Штрелиц Олденбург Анхалт Грофија Брауншвајг Сакс-Алтенбург Сакс-Кобург и Гота Грофија Лауенбург Липе-Детмолд Шварцбург-Зондерсхаузен Валдек-Пирмонт Бремен Хамбург Либек | Краљевина Баварска Краљевина Хановер Краљевина Саксонија Краљевина Виртемберг Баден Хесе-Дармштат Насау Хесе-Касел Сакс-Мајнинген Ројс-Грајц Шаумбург-Липе Франкфурт | Освојене територијеШвелзвиг Холштајн                                                        |

## Ток рата
Први велики рат између европских сила после дугог периода мира, имао је многе сличности са технологијом Америчког грађанског рата, укључујући железницу да би се војска сакупила на једном месту и телеграф који је служио за комуникацију на великим раздаљинама. Пруска војска је користила пушку са иглом на врху, која би могла брзо да се пуни док војник тражи заклон, док су се Аустријанци служили пушкама који су се пунили релативно споро увек у стојећем положају, што је била веома лака мета Прусима и њихове артиљерије.
Главни део кампање је био у Бохемији. Пруски генерал Хелмут фон Молтке детаљно се спремао за рат. Брзо је регрутовао своје трупе и кренуо је ка граници у Бохемију и Саксонију, док су Аустријанци спремали инвазију на Шлеску. Ту је пруске трупе је лично предводио краљ Вилхелм I и онда се 3. јула 1866. године сукобила са Аустријском војском код Садове (Кенигрец). Пруска Елбска армија је кренула ка левом крилу, а главна армија у центру веома пренагљено; ризиковали су да их Аустријанци нападну са леве стране. Победа је стога зависила од доласка Друге армије на левом крилу. Ово је постигнуто од стране бриљантне идеје начелник штаба Леонарда Графа фон Блументала. Суперирорна организација пруске војске и елан за победом успели су да надвладају бројнију аустријску војску. Аустријанци су потучени до ногу, а број мртвих на њиховој страни је био седам пута већи. Аустрија је убрзо затражила мир.
Осим Саксоније, друге немачке државе су одиграле малу улогу у рату. Хановерска војска је победила пруску у бици код Лагенсалца 27. јуна, али су после неколико дана морали су да се предају због бројности пруских трупа. Пруска војска се борила против Бавараца код реке Мајне, стигавши до Нирнберга и Франкфурта. Баварску тврђаву Вирцбург је разорила пруска артиљерија, али су је преостали браниоци бранили све до примирја.
Аустријанци су били успешнији против рата са Италијом, поразивши Италијане на копну у бици код Кустоце (24. јуна)  и на мору у бици код Виса (20. јул). Гарибалдијеви „Ловци са Алпа“ (итал. Cacciatori delle Alpi) победили су Аустријанце у бици Безека 21. јула, заузели јужне делове Трентина и приближили се самом Тренту. Мир који су Пруси затражили, од сада већ дуалистичке Аустроугарске 12. августа, натерао је Италијане да и они затраже примирје. Према споразуму из Венеције Аустријанци су дали Венецију Француској, а Французи су после дали Венецију Краљевини Италији.

## Последице и промене
Да би осујетио евентуалну интервенцију Француске или Русије, Бизмарк је натерао краља Вилхелма да брзо склопи мир са Аустријом, радије него да настави рат због даљих освајања. Аустријанци су прихватили посредовање Наполеона III. Прашки мир 23. августа 1866. резултовао је распуштањем Немачке конфедерације, прикључење аустријских савезника Севернонемачкој конфедерацији и трајно искључивање Аустрије из немачке политике. Ово је дало простора Пруској да следеће године формира Севернонемачку конфедерацију у којој су ушле све немачке државе северно од реке Мајне. Пруска је одлучила да не тражи ниједну територију Аустрије за себе, да би омогућило евентуални савез између Пруске и Аустрије у будућности. Аустрија је добијала веће претње од Италије и Пансловенског покрета. Рат је Пруску оставио као доминантну силу у немачким државама. Растући немачки национализам ће натерати да све немачке државе уђу у јединствену државу током Француско-пруског рата 1870. Пруски краља Вилхелма I је крунисан за цара (кајзера) у Версају следеће године. Уједињене немачке државе постаће једна од најдоминантнијих сила у Европи.

### За поражене стране
После рата десиле су се следеће територијалне промене:
- Аустрија: предала је Венецију Француској, али је Наполеон III дао Италији као што стоји у тајном уговору са Пруском. Аустрија је затим изгубила сав свој утицај на немачке државе. Аустријски пораз је био јак ударац Хабзбурзима; царство је онда подељено на два дела по одредбама Аустроугарске нагодбе из 1867.
- Шлезвиг-Холштајн је постао пруска територија.
- Хановер је прикључен Пруској и постао је њена покрајина.
- Хесе-Дармштат је предао неке северне територије Пруској. Северна половина се прикључила Севернонемачкој конфедерацији.
- Насау, Хесе-Касел и Франкфурт су припојене Пруској и спојене су у једну покрајину.
- Саксонија, Сакс-Мајинген, Ројс-Грајц, Шаумбург-Липе избегле су да буду припојене, али су следеће године прикључене Севернонемачкој конфедерацији.

## За неутралне стране
Рат је значио крај Немачкој конфедерацији. Државе које су биле неутралне током конфликта предузеле су разне акције после Прашког споразума:
- Лихтенштајн је постао независна држава и прогласио трајну неутралност, иако је одржавао блиске односе са Аустријским царством. Његова неутралност је поштована за време оба Светска рата.
- Лимбург и Луксембург: Лондонски споразум из 1867. је прогласио обе државе делом Холандије. Лимбург је постала немачка провинција. Луксембуршку неутралност и независност су гарантовала сва три његова суседа. Прикључио се Немачкој трговачкој федерацији и остао њен члан до краја 1919. године.